# مارينا فيدوروفا
مارينا فيدوروفا (بالروسية: Марина Максимовна Фёдорова)‏ هي لاعبة كرة قدم روسية، ولدت في 10 مايو 1997 في سيفاستوبول في أوكرانيا. شاركت مع منتخب روسيا تحت 20 سنة للسيدات لكرة القدم ومنتخب روسيا لكرة القدم للسيدات. أما مع النوادي، فقد لعبت مع FC Zorky Krasnogorsk (women) ‏.

## وصلات خارجية
- مارينا فيدوروفا على موقع الاتحاد الأوربي (الإنجليزية)
- مارينا فيدوروفا على موقع قاعدة بيانات كرة القدم.إي يو (الإنجليزية)
- مارينا فيدوروفا على موقع Soccerway.com (الإنجليزية)
- مارينا فيدوروفا على موقع عالم كرة القدم.نت (الإنجليزية)